# Phaenocarpa puberae
Phaenocarpa puberae är en stekelart som beskrevs av Fischer 1974. Phaenocarpa puberae ingår i släktet Phaenocarpa och familjen bracksteklar. Inga underarter finns listade i Catalogue of Life.